# Pomorze (Mazovie)
Pour les articles homonymes, voir Pomorze.
Pomorze (prononciation : [pɔˈmɔʐɛ]) est un village polonais de la gmina d'Opinogóra Górna dans le powiat de Ciechanów de la voïvodie de Mazovie dans le centre-est de la Pologne.
Il se situe à environ 4 kilomètres au sud d'Opinogóra Górna (siège de la gmina), 5 kilomètres à l'est de Ciechanów (siège du powiat) et à 75 kilomètres au nord de Varsovie (capitale de la Pologne).

## Histoire
De 1975 à 1998, le village appartenait administrativement à la voïvodie de Ciechanów.